# (727) Nipponia
(727) Nipponia – planetoida z pasa głównego asteroid okrążająca Słońce w ciągu 4 lat i 42 dni w średniej odległości 2,57 au. Została odkryta 11 lutego 1912 roku w Landessternwarte Heidelberg-Königstuhl w Heidelbergu przez Adama Massingera. Nazwa planetoidy pochodzi od Nippon używanej przez Japończyków nazwy Japonii, gdzie astronom Shin Hirayama obserwował ją przypadkiem dwukrotnie (A900 EA; A908 CC). Przed nadaniem nazwy planetoida nosiła oznaczenie tymczasowe (727) 1912 NT.